# Fong Chung-Ray
Fong Chung-Ray (Chinees: 馮鍾睿) (1933) is een Chinees beeldend kunstenaar.
Na de communistische machtsovername vestigde hij zich in Taiwan. Hij was een voorloper van de abstracte schilderkunst in China en introduceerde er in de jaren 1950 als een van de eersten de westerse olieverftechniek. Later keerde hij echter terug naar het meer traditionele werken met inkt. In zijn werk beschrijft hij subtiele metamorfose door middel van vlekken, lijnen en afdrukken.